# Горњи Љубеш
Горњи Љубеш је насеље у Србији у општини Алексинац у Нишавском округу. Према попису из 2022. било је 136 становника (према попису из 1991. било је 259 становника).

## Демографија
У насељу Горњи Љубеш живи 197 пунолетних становника, а просечна старост становништва износи 43,8 година (43,7 код мушкараца и 43,9 код жена). У насељу има 67 домаћинстава, а просечан број чланова по домаћинству је 3,58.
Ово насеље је скоро у потпуности насељено Србима (према попису из 2002. године), а у последња три пописа, примећен је пад у броју становника.
|  |

| Демографија | Демографија | Демографија |
| Година      | Становника  | Становника  |
| ----------- | ----------- | ----------- |
| 1948.       | 352         |             |
| 1953.       | 344         |             |
| 1961.       | 343         |             |
| 1971.       | 316         |             |
| 1981.       | 267         |             |
| 1991.       | 259         | 254         |
| 2002.       | 240         | 245         |

| Етнички састав према попису из 2002.‍ | Етнички састав према попису из 2002.‍ | Етнички састав према попису из 2002.‍ | Етнички састав према попису из 2002.‍ | Етнички састав према попису из 2002.‍ |
| ------------------------------------ | ------------------------------------ | ------------------------------------ | ------------------------------------ | ------------------------------------ |
|                                      |                                      |                                      |                                      |                                      |
| Срби                                 | Срби                                 |                                      | 238                                  | 99,16%                               |
| Мађари                               | Мађари                               |                                      | 1                                    | 0,41%                                |
| непознато                            | непознато                            |                                      | 0                                    | 0,0%                                 |

| Година пописа     | 1948. | 1953. | 1961. | 1971. | 1981. | 1991. | 2002. |
| ----------------- | ----- | ----- | ----- | ----- | ----- | ----- | ----- |
| Број домаћинстава | 73    | 71    | 75    | 80    | 81    | 75    | 67    |

| Број чланова      | 1 | 2  | 3  | 4 | 5 | 6 | 7 | 8 | 9 | 10 и више | Просек |
| ----------------- | - | -- | -- | - | - | - | - | - | - | --------- | ------ |
| Број домаћинстава | 8 | 18 | 10 | 9 | 9 | 8 | 4 | 0 | 1 | 0         | 3,58   |

| Пол    | Укупно | Неожењен/Неудата | Ожењен/Удата | Удовац/Удовица | Разведен/Разведена | Непознато |
| ------ | ------ | ---------------- | ------------ | -------------- | ------------------ | --------- |
| Мушки  | 101    | 21               | 67           | 9              | 4                  | 0         |
| Женски | 98     | 10               | 64           | 24             | 0                  | 0         |
| УКУПНО | 199    | 31               | 131          | 33             | 4                  | 0         |

| Пол    | Укупно                    | Пољопривреда, лов и шумарство | Рибарство                            | Вађење руде и камена | Прерађивачка индустрија       |
| ------ | ------------------------- | ----------------------------- | ------------------------------------ | -------------------- | ----------------------------- |
| Мушки  | 63                        | 32                            | 0                                    | 0                    | 5                             |
| Женски | 56                        | 47                            | 0                                    | 0                    | 1                             |
| УКУПНО | 119                       | 79                            | 0                                    | 0                    | 6                             |
| Пол    | Производња и снабдевање   | Грађевинарство                | Трговина                             | Хотели и ресторани   | Саобраћај, складиштење и везе |
| Мушки  | 0                         | 4                             | 7                                    | 1                    | 5                             |
| Женски | 1                         | 0                             | 4                                    | 0                    | 1                             |
| УКУПНО | 1                         | 4                             | 11                                   | 1                    | 6                             |
| Пол    | Финансијско посредовање   | Некретнине                    | Државна управа и одбрана             | Образовање           | Здравствени и социјални рад   |
| Мушки  | 0                         | 0                             | 5                                    | 2                    | 0                             |
| Женски | 0                         | 0                             | 0                                    | 1                    | 1                             |
| УКУПНО | 0                         | 0                             | 5                                    | 3                    | 1                             |
| Пол    | Остале услужне активности | Приватна домаћинства          | Екстериторијалне организације и тела | Непознато            | Непознато                     |
| Мушки  | 0                         | 0                             | 0                                    | 2                    | 2                             |
| Женски | 0                         | 0                             | 0                                    | 0                    | 0                             |
| УКУПНО | 0                         | 0                             | 0                                    | 2                    | 2                             |